# 平庫ワカ
平庫 ワカ（ひらこ ワカ）は、日本の漫画家。

## 来歴
物心がついたころから絵を描くことが好きで、小学2年には「絵物語」のような漫画を描いていた。平庫は小学4年生くらいまで漫画の読み方がわからなかったが、安孫子三和の『みかん・絵日記』で漫画の読み方が理解できるようになった。それ以降、気になった漫画を手に取っていったという。小学校高学年のころに高屋奈月の『フルーツバスケット』を読んだことをきっかけに、萩尾望都など少し前の世代の少女漫画を読むようになる。井上雄彦の『バガボンド』や宮崎駿の作品、海外のバンド・デシネやグラフィック・ノベルなどにも影響を受けた。
pixivでファンアートなどを発表した後、編集者に声をかけられたことによりMFコミック大賞に応募し、『天雷様と人間のへそ』がステップアップ賞を受賞。低迷期が続き、4年ほど時間をかけて形にした作品『YISKA -イーサカ-』が2018年に『Comic BRIDGE online』（KADOKAWA）に掲載されデビューを果たす。
2019年、初連載作品となる『マイ・ブロークン・マリコ』を『Comic BRIDGE online』に発表。同作は話題を呼び、『TV Bros.』（東京ニュース通信社）コミックアワード2020大賞、第24回文化庁メディア芸術祭マンガ部門新人賞、『このマンガがすごい!2021』（宝島社）オンナ編第4位 を受賞。
高橋留美子のファンであり、『ダ・ヴィンチ』（同）2020年12月号の高橋留美子特集にてコメントを寄せている。

## 作品リスト

### 漫画作品
- 凡例
  - 太字は連載作品
  - 〈掲載誌〉BR ：『Comic BRIDGE』（KADOKAWA）
  - 〈収録〉マ：『マイ・ブロークン・マリコ』 / 初：『天雷様と人間のへそ―平庫ワカ初期作品集―』 / 未：単行本未収録

|  | 連載作品 |  | 読切作品 |

|   | 作品名                       | 掲載誌 | 発表年・掲載号 | 収録 | 注記                 |
| - | ---------------------------- | ------ | -------------- | ---- | -------------------- |
| 1 | マイ・ブロークン・マリコ     | BR     | 2019年7月 -    | マ   | 初連載作品           |
| 2 | チャイルドフット・髭         |        |                | 初   | デビュー前の作品     |
| 3 | I am Nobody                  |        |                | 初   | デビュー前の作品     |
| 4 | 食卓はささやく               |        |                | 初   | デビュー前の作品     |
| 5 | 天雷様と人間のへそ           |        |                | 初   | MFコミック大賞受賞作 |
| 6 | YISKA -イーサカ-             | BR     | 2018年         | マ   | デビュー作           |
| 7 | ホット アンド コールドスロー | BR     | 2020年8月4日   | 初   |                      |

### 書籍
- 『マイ・ブロークン・マリコ』、KADOKAWA〈BRIDGE COMICS〉2020年1月8日発売[10]、ISBN 978-4-04-064246-8
- 『天雷様と人間のへそ―平庫ワカ初期作品集―』、KADOKAWA〈BRIDGE COMICS〉2021年3月8日発売[3]、ISBN 978-4-04-680252-1

### その他
- AAO Project FRINGE/RAID フリンジ/レイド（2021年5月）キャラクターデザイン[12]